# Star (Idaho)
Star es una ciudad ubicada en el condado de Ada en el estado estadounidense de Idaho. En el Censo de 2010 tenía una población de 5793 habitantes y una densidad poblacional de 381,82 personas por km².

## Geografía
Star se encuentra ubicada en las coordenadas 43°42′13″N 116°29′55″O / 43.70361, -116.49861. Según la Oficina del Censo de los Estados Unidos, Star tiene una superficie total de 15.17 km², de la cual 15.08 km² corresponden a tierra firme y (0.63%) 0.1 km² es agua.

## Demografía
Según el censo de 2010, había 5793 personas residiendo en Star. La densidad de población era de 381,82 hab./km². De los 5793 habitantes, Star estaba compuesto por el 0.09% blancos, el 0.6% eran afroamericanos, el 0.78% eran amerindios, el 0.57% eran asiáticos, el 0.07% eran isleños del Pacífico, el 2.12% eran de otras razas y el 2.38% pertenecían a dos o más razas. Del total de la población el 6.73% eran hispanos o latinos de cualquier raza.